# 제2차 한자 간화 방안

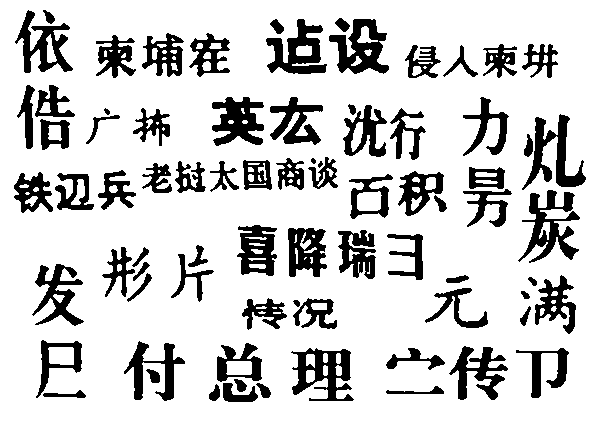
이간자의 예시

〈제2차 한자 간화 방안(중국어 간체자: 第二次汉字简化方案, 정체자: 第二次漢字簡化方案)〉은 중화인민공화국의 중국문자개혁위원회가 〈제1차 한자 간소화 방안〉에 이어 1977년 12월 20일에 발표한 한자의 개혁안이다. 이 개혁안에 따라 만들어진 한자를 이간자(중국어 간체자: 二简字, 정체자: 二簡字)라고 한다.
발표 후 시행된 제1표(248자)와 민간의 논의에 의해 가부를 결정하는 제2표(605자)의 2개로부터 만들어졌다. 사회적 혼란이 일었기 때문에 중화인민공화국 국무원에 의해 폐지되었다.

## 약력
- 1975년 5월: 문자개혁위원회가 국무원에 〈제2차 한자 간화 방안(초안)〉을 제출해 심의를 신청함.
- 1977년 12월 20일: 인민일보, 광명일보, 해방군보 등 각 신문에 발표, 사회의 의견을 구함. 다음날부터 인민일보에서 시험적인 사용을 시작함.
- 1986년 6월 24일 국가어언문자공작위원회(國家語言文字工作委員會)가 제출한 '關于廢止〈第二次漢字簡化方案（草案）〉和糾正社會用字混乱現象的請示'를 받아 폐지를 발표함.

## 간화 방법
혼란이 일어났지만 간화의 방법은 〈제1차 한자 간화 방안〉과 큰 차이는 없다. 이하 주된 것을 보이면 다음과 같다.

### 형성(形聲)에 의한 조자(造字)
음을 나타내는 부분을 교환한다. 예는 다음과 같다.

### 회의(會意)에 의한 조자
원래 글자의 의미로부터 별도의 새 글자를 만든다. 예는 다음과 같다.

### 자형(字形)의 가차(假借)
| 이간자 | 규범 간화자 | 이간자 | 규범 간화자    |
| ------ | ----------- | ------ | -------------- |
| 桔     | 橘          | 兰     | 蓝·篮          |
| 咀     | 嘴          | 予     | 预·豫          |
| 帐     | 账          | 扇     | 煽·搧          |
| 肖     | 萧          | 杆     | 秆·竿          |
| 欠     | 歉          | 弁     | 辩·辨·辫       |
| 令     | 龄          | 委     | 诿·萎·痿       |
| 闫     | 阎          | 伐     | 筏·阀·垡       |
| 元     | 圆          | 敦     | 墩·礅·蹾·撉    |
| 邦     | 帮          | 㐫     | 脑·瑙·碯·垴    |
| 迂     | 遇          | 夆     | 蜂·峰·烽·锋    |
| 交     | 跤          | 匡     | 筐·框·眶·诓·哐 |
| 付     | 副          | 毕几   | 哔叽           |
| 太     | 泰          | 辟历   | 霹雳           |
| 采     | 彩          | 科斗   | 蝌蚪           |
| 迊     | 迎          | 丘引   | 蚯蚓           |

## 영향
제2차 한자 간화 방안이 폐기된 지금도 민간에서는 계란을 鸡蛋이 아니라 鸡旦으로, 정차 안내판의 표기를 停车가 아니라 仃车로, 지역 표기를 冀가 아니라 丠 로, 豫가 아니라 予로 표기하는 경우가 있다. 제2차 한자 간화 방안의 문자들이 쓰기에 간단하기 때문에 민간에서 약자로서 사용되는 것이다.
제2차 한자 간화 방안은 심지어 한 성씨를 두 성씨로 갈라 버리기도 했다. 본래 중국어 정체자: 蕭, 병음: Xiāo 샤오[*]씨는 일반적인데 비해 중국어: 肖, 병음: Xiào 샤오[*]씨는 역사 교과서에서만 드문드문 언급될 정도로 매우 희귀 성씨였다. 제1차 한자 간화 방안을 거치면서 蕭는 萧로 간화되었고, 萧와 肖의 구별은 계속 유지되었다. 그러나 제2차에서는 이 두 글자가 肖로 통합되었다. 제2차 한자 간화 방안이 취소되었음에도 몇몇 사람들은 肖를 그들의 성으로 유지하였는데, 이에 따라 지금은 한 성씨였던 것이 萧와 肖 두 성씨로 나뉘어버렸다.

## 컴퓨팅과 폰트
유니코드를 비롯한 대부분의 중국어 인코딩 시스템에서는 이간자를 지원하지 않는다. 금석문자경에서는 제1표의 248자만 지원한다.
SongUni-PUA라는 폰트는 이간자들을 지원한다.

## 예문
아래의 문장은 세계 인권 선언의 제1조를 이간자로 적은 것이다.
간체자: 人人生来自由，在尊严和权利上一律平等。他们有理性和良心，请以手足关系的精神相对待。
정체자: 人人生來自由，在尊嚴和權利上一律平等。他們有理性和良心，請以手足關係的精神相對待。